# Сульфит осмия(II)
Сульфит осмия(II) — неорганическое соединение,
соль осмия и сернистой кислоты 
с формулой OsSO3,
сине-чёрные кристаллы,
не растворяется в воде.

## Физические свойства
Сульфит осмия(II) образует сине-чёрные кристаллы.
Не растворяется в воде.

## Химические свойства
- Разлагается при нагревании:

{\displaystyle {\mathsf {OsSO_{3}\ {\xrightarrow {T}}\ OsO+SO_{2}}}}